# ファイト一発! 充電ちゃん!!
『ファイト一発! 充電ちゃん!!』（ファイトいっぱつ!じゅうでんちゃん!!）は、ぢたま（某）による日本の漫画作品。ワニブックス『コミックガム』にて連載された。

## ストーリー
現実世界とは異なる「平行世界（ライフ・コア）」に存在する会社・ネオジム綜合充電社に勤める、ドジOLのぷらぐ・クライオスタットが、同期のアレスタや人間世界（パラレル）の近江閃登らの協力者を得て、生命深度の著しく低い人々に「充電」作業を行い、魂の回復を促しながら、自らに隠された意味に立ち向かう物語。話数はチャージ○○（おまけ話は○○.5〜）で表現され、第31話からサマコバ社編となっている。

## 基本概念など
平行世界（パラレルワールド）
同一座標上に存在する位相の異なる別空間で、ぷらぐ達が生活する側を「ライフ・コア」、閃登達一般人が生活する側を「パラレル」と呼び、両世界を行き来するシステムがネオジム社により構築されている。
ライフ・コア
ぷらぐたちが生活する世界で、科学技術はパラレルより大幅に進歩している。また、世界全体で節電対策がなされている反面、ネオジム社では湯水のように電気を使っている模様で、世界全体における断電の時間と回数、さらに電気料金も最近増加・値上傾向にある。なお、ライフ・コアの存在はパラレルの一般人には絶対知られてはいけない。
また、旧オーストラリア大陸にライフ・コアの中核といわれる装置「Life Factor Collider（充電因子加速器）」のプラセオジムが存在する。これは木戸がライフ・コアに来てから200年掛けて造り上げた装置で、現在ある1人の女性がコアとして生贄になっており、その生命力で稼動しているようである。このコアが寿命を迎えるに付き、次のコアとなる（自身を生贄として捧げる決意を持った）充電因子を持つ女性が必要になるが、その女性の一番候補がぷらぐだった（第40話）。
ネオジム綜合充電社
ぷらぐ達が勤務する、創業して300年余りの歴史を持つ会社で、通称ネオジム社。位相転移技術と生体充電技術は同社によりゼロ状態から独自に開発されたもので、数多の特許数を持つ。当初は一社独占で行っていたが、後にサマリウム・コバルト社が参入。天に聳え立つ巨大な本社ビルを所有している。パラレル側の一部の者と通謀し、一般人には何も知らせずに人間の気力を自在に操れる一部の者達により、秘密裏に事業が行われている。閃登は、同社が真っ当ではないやり方で事業を遂行していると推測し、ぷらぐを始めとする従業員達の身を案じている。ぷらぐと関わりを持つ全ての従業員の言動が社長の木戸によって監視されており、それに偶然気付いたアレスタも閃登と同様に不穏な空気を感じている。
テレビアニメ版の製作委員会の名義にもなっている。
充電
生気を充電対象者に打ち込む行為。通常はパラレルの電柱 (6,600V) よりケーブルを通じて巨大なコンセント状の器具・リフレッシャーを充電対象者へ差し込むことで、生気を回復させる。15.4kVの一次変電所（受電側）からの充電も可能な他、テレビアニメ版ではカーバッテリーからの充電も可能。巨大な電圧を用いるためにインシュレイター・スーツの臀部から伸びているアース線をしっかり地に挿すことが必要で、これを怠ると状況によっては漏電を起こしてしまう（ネオジム社のみ）。
生命深度/警戒深度
充電の優先度をAからFまでレベル化したもので、レベルC以上が充電対象となる。また警戒深度と言われる領域（B以上）に入った者にはすぐにでも充電しないと心が折れてしまい、自殺に及んだり、自殺できなかった者は廃人と化してしまう。なお、折れた心は2度と元には戻らない。
Z（ゼット）指定対象
充電におけるフィードバックの激しい体質の人間のことで、逆流でスーツが損傷する上に充電の効果がほとんど得られない。そのような者への充電は充電ちゃんの生命と引換になるため、自然回復を期待する以外に術がない。
充電ちゃん
パラレルで実際に充電作業を行う従業員の通称で、ネオジム社では充電因子のある者しか就けない。充電ちゃんは自然物には触れられるが、人工物には触れられない。閃登が触れている人工物には充電ちゃんも触れられるが、このことについて本人は自分がレアケースとの認識を持っている。
ライフチェッカー
充電ちゃんが充電対象の生命深度を測る道具。
インシュレイター・スーツ
充電ちゃんが充電を行う時に着用する、絶縁体で構成されているスーツ。生地自体は極薄であるため、胸元や臀部などの体形が露になっている。
ステルス（不可視力場）
インシュレイター・スーツに付いている機能。自分をパラレルの人間から見えなくする。パラレルにおいて、稀に充電ちゃんが見える体質の人間（それでもぼんやり見える程度）への対策として開発された。なお、アレスタ曰くこの機能を最大限にしてもハッキリ見える閃登のような者は、レアケースとのこと。
漏電ちゃん
ネオジム社の膨大な技術の不当な流出防止のために、優秀な人材のみで構成された大規模な監査室特務部に勤務する従業員の通称。なお「漏電」とは企業秘密の漏洩防止という意味。
サマリウム・コバルト社
ネオジム社から技術提供を受けて生体充電業に新規参入した企業で、通称サマコバ社。ネオジム社の下請けを行っており、ぷらぐの出向先でもある。活動内容は生体充電業であるものの、その業務が非常に厳しいことから業界では有名。ネオジム社と違い、発展途上国（アフリカなど）を管轄している。
充電式リフレッシャー
サマコバ社で用いられているリフレッシャーで、アフリカなどインフラストラクチャーが整っていない地域での充電に対応。
位相転移
ライフ・コアからパラレルへ移動するために行う量子変換。その際に身体が一部変質し、空を飛べたり姿が見えなくなったりする。これらの能力はライフ・コアに戻る時に再変換されるため、パラレルでのみ有効な特殊技術という認識で、生体充電業はその技術が不完全なために可能な事業である。なお、逆のケースは閃登が初であり、彼の場合は銃で撃たれても怪我しない（漏電ちゃんが用いる銃を「モデルガン / 豆鉄砲」と発言）。ネオジム社では「パラレルの人間は位相転移の技術に耐性が無いから転移中に分解消滅、たとえ転移に成功しても死亡する」と新人研修で教えており、その本質は不正アクセスである。末尾に、最新刊までに判明している位相転移で発現する身体の変容について羅列し、その効果が一方通行の場合は注記を付ける。
- 不老
- 身体の鋼化（実際は鋼化ではなく超回復で、傷を負うと同時に全快しているため無傷に見える）
- 不可視化（ライフ･コア→パラレル）
- 飛行（ライフ･コア→パラレル）
- 人工物の透過（ライフ･コア→パラレル）

位相転移器
位相転移を行う巨大な装置で、ネオジム社の最高機密。大量の電気を消費する。
強制転移
パラレルにいるライフ・コアの人間を強制的にライフ・コアへ戻すことで、ネオジム社では技術が無いのではなく公表・認可されていないという認識のようである。
アンチ・ステルス
パラレルの人間のうち、ステルスの機能が効かない者を指すネオジム社内での仮称で、閃登や依緒乃が該当する。この2人を含めて現在は世界中で10人ほどが確認されており、平均して30年に1人の確率で発生している計算になるが、実際は突発的に発生している。なお、2人の前は80年前の確認になるという。
放電ちゃん
生気のあふれた人から電気を奪うことで、生気を奪う者。放電の概念自体に関しては、強制転移騒動の際にレーカの説明を聞いた閃登がその存在を推測し、登場を危惧していた。テレビアニメ版における、ロナ・エルモが該当する。

## 登場人物

### 主要キャラクター
ぷらぐ・クライオスタット
声 - 福原香織 / 寺本來可（kiss×sis）
アニメ版の主人公。ゲーム版のヒロイン。ネオジム綜合充電社の充電ちゃん。18歳。ライフチェッカーは研修中のものを使用。差込プラグを想起させる、薄くて大きな白いうさみみが特徴（本物の耳は別に存在している）。その部分は一番の性感帯で、そこを責められるとお漏らしをしながら絶頂し気絶してしまう。社長の木戸類慈にその行動を監視されている。助けを必要とする者のために己が全てを犠牲にするのをいとわないのが信念であり、所属している充電二課の中心的存在。よく調子に乗ってアレスタや閃登をからかっては、2人にしばかれる。
日本好きのアニメオタクであり、日本の文化風俗全般（特にサブカルチャー、とくにアニメ）に異常に詳しく、自室にはフィギュアやアニメのDVD-BOXが沢山飾ってある。また、同僚達からの多額の借金がある。ライフ・コアに強制転移された騒動を経て自分の無力さを実感し、充電実績向上のために騒動後に同社の下請け企業であるサマリウム・コバルト社への出向を希望するが、実はその行動はそうするように彼女に仕向けたと木戸自身が発言している。
サマコバ社では充電環境の違いに1度は自分を見失うが、アレスタの協力で自身の充電ちゃんとしての信念を再確認し、人間として大成長を遂げる。
同一作者コラボとして、アニメ版『kiss×sis』の世界のアニメとして登場している。
アレスタ・ブランケット
声 - 高垣彩陽
アニメ版のもう一人の主人公。ゲーム版のもう一人のヒロイン。ネオジム綜合充電社の充電ちゃん。ぷらぐとは対照的な知的でエリート。ハッカートーナメント5年以上連続1位らしき描写があるが、詳細は不明。
青い頭髪・広い額と巨乳（閃登好みのスタイル）が特徴で、ぷらぐにはドS、閃登にはドMとなる器用なメガネっ娘。自宅の寝室の壁・天井一面に閃登のスナップが飾られており、ストーカーの様相も帯びている。強制転移騒動以降、漏電ちゃんとしてのトップレベルの資質が明らかとなり、監査部から引抜きの声も掛かっているが、本人は「恋に生きる」と充電課残留希望。アニメ版ではエロ担当（エロ担）。パラレルでは閃登の手引きでレーカ･クラン共々依緒乃と接触してすぐに本人と打ち解け、毎日のように近江邸に邪魔するようになる。
近江 閃登（おうみ せんと）
声 - 高橋広樹
アニメ版のヒーロー。ゲーム版の主人公。20歳。パラレルの人間で、家事と学校とバンド活動（ポジションはギター）が趣味の平凡な大学2年生で、茶髪ともみあげが特徴。
一本気で曲がったことが嫌いな友人想いだが、育った家庭環境が原因で目つきや口が悪く、些細なことでキレやすい。「性」への免疫が同年代の者ほどなく恋愛などのガールズトークも苦手であるが、実は胸フェチの巨乳好きである。自分の家族をぷらぐに救って貰ってから彼女の仕事に協力するようになる。ぷらぐとは（少なくとも）互いに全幅の信頼を置いている仲であり、いつもぷらぐを粉砕バットで反射的にしばいている。なおぷらぐの仕事に協力している内に、要充電対象者を（道具を用いずに）瞬時に判別できるようになる。その能力は漏電ちゃんとしてトップレベルの能力を持ち得るアレスタをも凌駕する。
アニメ版ではファミリーレストラン「Sunday Mama」でアルバイトしており、休むことなく動き回っている。

### 閃登の周辺の人物
近江 栄司（おうみ えいじ）
近江兄妹の父親で仕事一筋のサラリーマン。妻の葬儀にも参列しないほどに仕事に追われ家庭をかえりみなかったために閃登からは恨まれ、はこねからは空気扱いされ、家庭のことで追い詰められ自殺するところを閃登とぷらぐのコンビに救われた。以後は閃登と和解し、はこねとのコミュニケーションを回復しようと模索している。なお、回復後に当時を述懐し「自業自得」と周囲に語っている。
近江 はこね（おうみ はこね）
声 - 宮崎羽衣
閃登が大事にしている妹で、中学3年→高校1年。以前は引っ込み思案だったが、ぷらぐの充電を受けてからは積極的な性格になっている。前述の理由で兄に育てられたためブラコンであるが、充電後から若干兄離れしている模様。なお、ぷらぐ達がおぼろげながら見えることと、すでに死亡した母親からのメール（実際にはぷらぐによるなりすましメール）により、オカルト好きになった。なお、耳が性感帯らしい。
朝永依緒乃（ともなが いおの）
声 - 矢作紗友里
はこねの幼馴染で、高校2年→3年。ツインテールが特徴で、閃登に思いを寄せている。ぷらぐ達がはっきり見える体質で（後に閃登と共にアンチ・ステルスと判明）、幼少期にも充電ちゃんを数回見たと本人が発言している。第39話でライフ・コアの人間と接触し、紆余曲折の末アレスタと意気投合する。なお彼女の関心事は如何にして閃登の関心を自分に向けて彼の寵愛を得るかであり、平行世界には無関心である。

### ネオジム綜合充電社
パルス・トランス
声 - 富沢美智恵
充電2課課長で、ぷらぐ・アレスタの直属の上司。出来の悪いぷらぐに手を焼いているが、その反面彼女の成長を陰から見守っている。
インバー
レーカ・クランの上司で監査室室長で、オネエ口調が特徴の男性。ハッカートーナメント5年連続2位。
ぷらぐが起こす漏電を対価として盗電を行った人物で、その隠蔽のために閃登の強制転移を引き起こした。結局はアレスタのハッキング能力と彼の自分に対する手口に激昂した閃登に粉砕バットで倒されたが、その際のぷらぐに対する発砲を問われ木戸にそのまま粛清された模様。自分の手は汚したがらない主義あり、企業機密を他言する相手もいないという理由で分不相応に高い地位に就いていた。また以上の理由でかねてから木戸に監視されていた。
ランタ
ネオジム社従業員で類慈の秘書。
木戸類慈（きど るいじ）
ネオジム社の創業者にして現・代表取締役社長。漫画では300年以上の年月を少年の姿で生きている上に目が白黒反転（黒い眼球に紫の瞳）しており、人を人とも思わぬ言動が随所に見られる。元はパラレルの人間。ぷらぐに対し「俺のぷらぐ / 世界（ライフ・コアの意）の切り札」という認識を持つ。自分の計画を遂行する上で障害になるとして閃登のことを鬱陶しく思っているものの、自由に泳がせている。
かつて居た西暦2198年のパラレルは、止まらない人口減に悩まされており、それを阻止する一大プロジェクトとして生体充電の実験研究が行われていた。当時21歳の木戸は人気が高く、その秀才さもあいまって人類の希望の星となっていた。実妹の補佐を受け研究に精を出すも、反対派による執拗な妨害のために研究が遅々として進ちょくしないことに頭を悩ませていた。それでも何とか実用化の目処が立ち、報道への公開にこぎつけるが、そこでも反対派の組織的な妨害にあい、妹と共にライフ･コアに飛ばされる。その結果、妹共々「不老」の肉体を入手、身体も変容した。
木戸泪（きど るい）
類慈の実妹で、兄想い。兄と共に生体充電の研究実験に携わっていた。

#### 充電ちゃん
りん子
声 - 儀武ゆう子
ネオジム綜合充電社の従業員（充電ちゃん）で充電2課に所属するぷらぐの先輩。
そっ子
声 - 木下紗華
ネオジム綜合充電社の従業員（充電ちゃん）で充電2課に所属するぷらぐの先輩。
たぁ子
声 - 真堂圭
ネオジム綜合充電社の従業員（充電ちゃん）でぷらぐの親友。
まぁ子
声 - 石川綾乃
ネオジム綜合充電社の従業員（充電ちゃん）。
ちぃ子
声 - 金田朋子
ネオジム綜合充電社の従業員（充電ちゃん）。

#### 漏電ちゃん
レーカ・ガルヴァーニ
声 - 川澄綾子
ネオジム綜合充電社の漏電ちゃん。赤紫で縦カール気味のストレートロングヘアー、巨乳および威厳ある口調が特徴。自身の年齢を大変気にしており、年齢に関する発言は禁句である。また無意識にではあるが、ぷらぐ・アレスタに続き閃登に堕ちている。
閃登の強制転移騒動を経て監査室室長代理となる。閃登・依緒乃がアンチ・ステルスであることを確認し、閃登に根回しした上で、監査室の独断でアレスタ・クランと共に依緒乃に接触を試みる。
クラン・シャント
声 - 清水愛
ネオジム綜合充電社の漏電ちゃんでレーカの後輩。白銀のポニーテールおよび巨乳が特徴。普段は糸目だが衝撃を受けると目が開く。なお男女間のスキャンダルに異常な迄に敏感で、強制転移騒動時のレーカの様子から彼女が閃登に恋していると喝破し（主観的・客観的に観て、そう断言するのは非常に困難である）、彼女を狼狽させた。
リーク
新人の漏電ちゃんで、インバーと不倫関係にあったが、最後はあっさり彼を裏切っている。

### サマリウム・コバルト社
ウェーバ
サマリウム・コバルト社の充電ちゃん。男勝りな性格で甘えは一切許さない。貧乳好きで、褐色の肌と巨乳が特徴。テスラと同棲中でタチ。ぷらぐの充電に対する自己犠牲の信念にある種の危うさを感じ、忠告している。
テスラ
サマリウム・コバルト社の充電ちゃん。貧乳。ウェーバと同棲中。ネコ。
オーム
サマリウム・コバルト社の充電ちゃん。そばかすが特徴の未成年。ファラドのために進学をやめてファラドとネオジム社を受験。ファラドと同期。日本好きでハッキングが趣味。
ファラド
サマリウム・コバルト社の充電ちゃん。オームの同期で幼馴染。劣悪な家庭環境が原因で就職を選択したが、オームを巻込んだことで負い目を感じている。ぷらぐのおかげでオームと和解する。

### アニメオリジナルキャラクター
店長
声 - 三石琴乃
アニメ版オリジナルキャラクター。閃登のアルバイト先「Sunday Mama」の店長。
スペシャルアニメ（後述）では、温泉旅館を営む女将（声 - 勝生真沙子）の姉が登場している。
梶原健太
声 - 非公開
アニメ版オリジナルキャラクター。8歳。東京都練馬区在住。「Z指定対象」に認定された。
ロナ・エルモ
声 - 平野綾
アニメ版オリジナルキャラクター。放電ちゃん。白いワンピースと白い帽子を身に付けた幼女の姿をしている。指パッチンで任意の相手から放電させることができる。アニメのラスボス的な存在。
人間から電気を奪おうとするが、閃登の説教を受けて改心した。それ以降、閃登に懐いている。
スイーティー・ミリィ
声 - 岡嶋妙
アニメ版オリジナルキャラクター。ぷらぐの愛する劇中アニメ『魔法少女 スィーティミリィ』の主人公。
ビッチくん
声 - 金田朋子
アニメ版オリジナルキャラクター。ぷらぐの愛する劇中アニメ『魔法少女 スィーティミリィ』のマスコットキャラクター。非常に口が悪い。
ブラッディ・セリカ
声 - 今井麻美
アニメ版オリジナルキャラクター。ぷらぐの愛する劇中アニメ『魔法少女 スィーティミリィ』の敵役。巨乳だが、それは豊胸手術によるもの。
バイタくん
声 - 矢部雅史
アニメ版オリジナルキャラクター。ぷらぐの愛する劇中アニメ『魔法少女 スィーティミリィ』の敵側マスコットキャラクター。マゾヒスト。
秋田みそら
声 - 白石涼子
アニメ版オリジナルキャラクター。

### ゲームオリジナルキャラクター
セル・アクチュレータ
声 - 喜多村英梨
ゲーム版オリジナルキャラクター。14歳。身長140cm。ぷらぐたちのもとに研修に訪れた新人充電ちゃん。クールで、感情を表に出さない性だが実は裏では家族や友の情を求めている。
ぼそぼそしゃべり、理路整然な口調で口数が少なく、必要最小限のことしか話さない。通常より大きな充電器を使う。趣味はハンダづけ。

## 書誌情報
- ぢたま（某） 『ファイト一発! 充電ちゃん!!』 ワニブックス〈ガムコミックスプラス〉、全10巻
  1. 2006年6月24日発売、ISBN 4-8470-3552-6
  2. 2007年3月24日発売、ISBN 978-4-8470-3593-7
  3. 2007年9月25日発売、ISBN 978-4-8470-3616-3
  4. 2008年6月25日発売、ISBN 978-4-8470-3640-8
  5. 2009年1月23日発売、ISBN 978-4-8470-3668-2
  6. 2009年9月19日発売、ISBN 978-4-8470-3700-9
  7. 2010年10月25日発売、ISBN 978-4-8470-3753-5
  8. 2011年9月24日発売、ISBN 978-4-8470-3789-4
  9. 2012年7月25日発売、ISBN 978-4-8470-3821-1（通常版） / ISBN 978-4-8470-3822-8（限定版）
  10. 2014年1月28日発売、ISBN 978-4-8470-3906-5（通常版） / ISBN 978-4-8470-3907-2（限定版）

## テレビアニメ
2009年6月よりAT-Xにて、同年10月より独立UHF局系にてそれぞれ放送された。全12話。ナレーションは三石琴乃が担当。

### スタッフ
- 原作 - ぢたま某（ワニブックス『コミックガム』掲載）[1]
- 監督 - 木村真一郎[1]
- シリーズ構成 - 山田靖智[1]
- キャラクターデザイン - 渡辺敦子[1]
- 総作画監督 - 渡辺敦子、杉本功
- 美術監督 - 貴志泰臣
- 色彩設計 - 柳澤久美子
- 撮影監督 - 塩見和欣
- 編集 - 田村ゆり
- 音楽 - 多田彰文
- 音響監督 - 高橋剛
- プロデューサー - 河野裕介、平田伸行、南寛将、川端元夫、畠山拓郎
- プロデュース - ジェンコ[1]
- アニメーション制作 - スタジオ雲雀[1]
- 製作 - ネオジム綜合充電社[1]

### 主題歌
オープニングテーマ
「CHARGE!」（AT-X版全話 / 地上波版第1話、第2話、第10話〜第12話）
作詞 - 望月智充 / 作曲・編曲 - 多田彰文 / 歌 - ぷらぐ（福原香織）&アレスタ（高垣彩陽）
「BouNce♥BaCk」（地上波版第3話 - 第9話）
作詞 - 妃浦望巳 / 作曲・編曲 - Ryo / 歌 - ぷらぐ（福原香織）
エンディングテーマ
「お願いSweetheart」（AT-X版全話 / 地上波版第1話、第2話、第10話 - 第12話）
作詞 - 望月智充 / 作曲・編曲 - 多田彰文 / 歌 - ぷらぐ（福原香織）
「TeCh=NoloGy」（地上波版第3話 - 第9話）
作詞 - 妃浦望巳 / 作曲・編曲 - Ryo / 歌 - アレスタ（高垣彩陽）
キャラクターソング
「EleC☆TriCk」
作詞 - 藤林聖子 / 作曲・編曲 - Ryo / 歌 - ロナ（平野綾）

### 各話リスト
| 話数     | サブタイトル              | 脚本       | 絵コンテ             | 演出       | 作画監督   | 放送日         |
| -------- | ------------------------- | ---------- | -------------------- | ---------- | ---------- | -------------- |
| CHARGE1  | ぷらぐ・いん!             | 山田靖智   | 木村真一郎           | 鈴木芳成   | 渡辺真由美 | 2009年 6月25日 |
| CHARGE2  | たいみんぐ!               | 植竹須美男 | 岡本英樹             | 岡本英樹   | 竹上貴雄   | 7月2日         |
| CHARGE3  | ろっく・おん!             | 大久保智康 | 所俊克               | 齋藤徳明   | 鎌田祐輔   | 7月9日         |
| CHARGE4  | 依緒乃、クライシス        | 山田靖智   | ウシロシンジ         | 徳本善信   | 成川多加志 | 7月16日        |
| CHARGE5  | はぷにんぐ!               | 植竹須美男 | 平池芳正             | 平池芳正   | 木村貴宏   | 7月23日        |
| CHARGE6  | 逆流                      | 大久保智康 | 鎌田祐輔             | 鎌田祐輔   | 小関雅     | 7月30日        |
| CHARGE7  | めいど・いん・アレスタ!   | 植竹須美男 | 所俊克               | 三好正人   | 山形孝二   | 8月6日         |
| CHARGE8  | 無茶と優しさ              | 大久保智康 | 浅井義之             | 鈴木芳成   | 渡辺真由美 | 8月13日        |
| CHARGE9  | 監査室特務部・漏電ちゃん! | 山田靖智   | そ〜とめこういちろう | 齋藤徳明   | 竹上貴雄   | 8月20日        |
| CHARGE10 | ぷれぜんと!?              | 植竹須美男 | 鎌田祐輔             | 鎌田祐輔   | 鎌田祐輔   | 8月27日        |
| CHARGE11 | 要警戒!放電ちゃん!        | 大久保智康 | 岡本英樹             | 美甘義人   | 成川多加志 | 9月3日         |
| CHARGE12 | ふぁいと!いっぱつ!        | 山田靖智   | 木村真一郎           | 木村真一郎 | 杉本功     | 9月10日        |

### 放送局
| 放送地域 | 放送局     | 放送期間                 | 放送日時           | 放送区分   | 備考                              |
| -------- | ---------- | ------------------------ | ------------------ | ---------- | --------------------------------- |
| 日本全域 | AT-X       | 2009年6月25日 - 9月10日  | 木曜 8:00 - 8:30   | CS放送     | 視聴年齢制限あり リピート放送あり |
| 日本全域 | アニメワン | 2009年9月16日 - 11月25日 | 水曜 13:00 更新    | ネット配信 | 最新話1週間無料                   |
| 神奈川県 | tvk        | 2009年10月5日 - 12月21日 | 月曜 26:15 - 26:45 | 独立UHF局  |                                   |
| 埼玉県   | テレ玉     | 2009年10月6日 - 12月22日 | 火曜 25:30 - 26:00 | 独立UHF局  |                                   |
| 千葉県   | チバテレビ | 2009年10月8日 - 12月24日 | 木曜 26:00 - 26:30 | 独立UHF局  |                                   |
| 京都府   | KBS京都    | 2009年10月9日 - 12月25日 | 金曜 25:00 - 25:30 | 独立UHF局  |                                   |
| 東京都   | TOKYO MX   | 2009年10月9日 - 12月25日 | 金曜 26:00 - 26:30 | 独立UHF局  |                                   |

### スペシャルDVD
『ファイト一発! 充電ちゃん!! 秘湯 樹段天空温泉』は、DVD初回限定版の同梱DVDに収録の映像特典スペシャルエピソード。
キャスト
- 女将：勝生真沙子

サブタイトル
| 話数              | サブタイトル                  | 監督・絵コンテ・演出 | 脚本       | 作画監督             |
| ----------------- | ----------------------------- | -------------------- | ---------- | -------------------- |
| ボーナスチャージ1 | 露天風呂で充電〜              | 木村真一郎           | 大久保智康 | 渡辺敦子、渡邉真由美 |
| ボーナスチャージ2 | スィーティ・アレスタ登場      | 木村真一郎           | 山田靖智   | 竹上貴雄             |
| ボーナスチャージ3 | 『温泉の夜は更けて!!』PART I  | 木村真一郎           | 植竹須美男 | 成川多加志           |
| ボーナスチャージ4 | 『温泉の夜は更けて!!』PART II | 木村真一郎           | 大久保智康 | 渡邉真由美、竹上貴雄 |
| ボーナスチャージ5 | 充電ファイト!                 | 木村真一郎           | 植竹須美男 | 渡辺敦子             |
| ラストチャージ    | 宴の夜                        | 木村真一郎           | 山田靖智   | 杉本功               |
| AT-X 木曜8:00枠               | AT-X 木曜8:00枠            | AT-X 木曜8:00枠                 |
| 前番組                        | 番組名                     | 次番組                          |
| ----------------------------- | -------------------------- | ------------------------------- |
| クイーンズブレイド 流浪の戦士 | ファイト一発! 充電ちゃん!! | クイーンズブレイド 玉座を継ぐ者 |

## インターネットラジオ
『ファイト一発! 充電ちゃん!! 天才・ぷらぐの元気が出るラヂオ!!』のタイトルで、音泉にて配信された。全13回。
概要
- 配信期間：2009年10月16日 - 2010年1月15日（毎週金曜）

パーソナリティ
- 福原香織（ぷらぐ・クライオスタット役）
- 金田朋子（ビッチくん役）

コーナー
- ふつおた
- 声優アニメディアプレゼンツ！警戒深度人生相談
- ぷらぐとビッチ君の元気注入劇場
- 大人の充電ワード

ゲスト
- 第3、4回 高橋広樹（近江閃登 役）
- 第5、6回 矢作紗友里（朝永依緒乃 役）
- 第9、10回 宮崎羽衣（近江はこね 役）

## ゲーム
PlayStation Portable用ゲームソフト『ファイト一発!充電ちゃん!!CC』が、UMD版が2010年5月27日に、ダウンロード版が同年7月22日にラッセルより発売された。